# Cryptantha interrupta
Cryptantha interrupta là loài thực vật có hoa trong họ Mồ hôi. Loài này được (Greene) Payson mô tả khoa học đầu tiên năm 1927.